# Кадь (река, впадает в Белое море)
Кадь — река в Приморском районе Архангельской области России.
Река протекает в западной части Беломорско-Кулойского плато, по территории Патракеевского сельского поселения. Берёт начало из озера Кадь, юго-западнее озера Кадьское. Течёт сначала с востока на запад, затем поворачивает на юго-запад. Впадает в губу Сухое море Двинской губы Белого моря у деревни Кадь на Зимнем берегу, образуя дельту. Питание снеговое и дождевое. Длина реки составляет 96 км, площадь водосборного бассейна — 341 км². Крупнейший приток — река Горелка.

## Данные водного реестра
По данным государственного водного реестра России и геоинформационной системы водохозяйственного районирования территории РФ, подготовленной Федеральным агентством водных ресурсов:
- Бассейновый округ — Двинско-Печорский
- Водохозяйственный участок — Реки бассейна Белого моря от северо-восточной границы р. Золотица до мыса Воронов без р. Северная Двина

### Топографические карты
- Лист карты Q-37-29,30 устье р  Лебяжья. Масштаб: 1 : 100 000. Состояние местности на 1983 год. Издание 1990 г.
- Лист карты Q-37-104,105,106 Куя. Масштаб: 1 : 100 000. Указать дату выпуска/состояния местности.
- Лист карты Q-37-116,117,118 Патракеевка. Масштаб: 1 : 100 000. Указать дату выпуска/состояния местности.